# Cropia connecta
Cropia connecta är en fjärilsart som beskrevs av Smith 1894. Cropia connecta ingår i släktet Cropia och familjen nattflyn. Inga underarter finns listade i Catalogue of Life.